# Teorema de Stolz-Cesàro
En matemàtiques, el teorema de Stolz-Cesàro és un criteri per demostrar la convergència d'una successió. El teorema porta el nom dels matemàtics Otto Stolz i Ernesto Cesàro, que ho van afirmar i demostrar per primera vegada.
El teorema de Stolz–Cesàro es pot veure com una generalització de la sumació de Cesàro, però també com una regla de L'Hôpital per a successions.

## Enunciat del teorema per al cas∙/∞
Siguin {\displaystyle (a_{n})_{n\geq 1}} i {\displaystyle (b_{n})_{n\geq 1}} dues successions de nombre reals. Suposem que {\displaystyle (b_{n})_{n\geq 1}} és una successió estrictament monòtona i divergent (és a dir, estrictament creixent i s'aproxima a {\displaystyle +\infty }, o estrictament decreixent i s'aproxima a {\displaystyle -\infty }) i existeix el següent límit:
{\displaystyle \lim _{n\to \infty }{\frac {a_{n+1}-a_{n}}{b_{n+1}-b_{n}}}=l.\ }
Aleshores, el límit
{\displaystyle \lim _{n\to \infty }{\frac {a_{n}}{b_{n}}}=l.\ }
Aquest resultat s'empra per evitar indeterminacions del tipus {\displaystyle \infty /\infty }.

## Enunciat del teorema per al cas0/0
Siguin {\displaystyle (a_{n})_{n\geq 1}} i {\displaystyle (b_{n})_{n\geq 1}} dues successions de nombre reals. Suposem ara que {\displaystyle (a_{n})\to 0} i {\displaystyle (b_{n})\to 0} mentre que {\displaystyle (b_{n})_{n\geq 1}} és estrictament decreixent. Si
{\displaystyle \lim _{n\to \infty }{\frac {a_{n+1}-a_{n}}{b_{n+1}-b_{n}}}=l,\ }
aleshores
{\displaystyle \lim _{n\to \infty }{\frac {a_{n}}{b_{n}}}=l.\ }

## Criteri de Stolz de l'arrel
Siguin {\displaystyle \{a_{n}\}\ } i {\displaystyle \{b_{n}\}\ } dues successions tals que,
- {\displaystyle a_{n}>0,\forall n\in \mathbb {N} }
- {\displaystyle b_{n}\ } és monótona creixent i divergent {\displaystyle (b_{n}>0,\forall n)}
- {\displaystyle \lim _{n\to \infty }{\sqrt[{b_{n+1}-b_{n}}]{\frac {a_{n+1}}{a_{n}}}}=\lambda ,\lambda \in \mathbb {R} }

Aleshores,
{\displaystyle \lim _{n\to \infty }{\sqrt[{b_{n}}]{a_{n}}}=\lambda }

## Demostracions

### Demostració del teorema per al cas∙/∞
Cas 1: suposem que {\displaystyle (b_{n})} estrictament creixent i divergent a {\displaystyle +\infty } i {\displaystyle -\infty <l<\infty }. Per hipòtesi, tenim que per a tot {\displaystyle \epsilon /2>0} existeix {\displaystyle \nu >0} tal que {\displaystyle \forall n>\nu }
{\displaystyle \left|\,{\frac {a_{n+1}-a_{n}}{b_{n+1}-b_{n}}}-l\,\right|<{\frac {\epsilon }{2}},}
és a dir
{\displaystyle l-\epsilon /2<{\frac {a_{n+1}-a_{n}}{b_{n+1}-b_{n}}}<l+\epsilon /2,\quad \forall n>\nu .}
Com que {\displaystyle (b_{n})} augmenta estrictament, {\displaystyle b_{n+1}-b_{n}>0}, i es compleix el següent
{\displaystyle (l-\epsilon /2)(b_{n+1}-b_{n})<a_{n+1}-a_{n}<(l+\epsilon /2)(b_{n+1}-b_{n}),\quad \forall n>\nu }.
A continuació ens adonem que
{\displaystyle a_{n}=[(a_{n}-a_{n-1})+\dots +(a_{\nu +2}-a_{\nu +1})]+a_{\nu +1}}
així, aplicant la desigualtat anterior a cadascun dels termes entre claudàtors, obtenim
{\displaystyle {\begin{aligned}&(l-\epsilon /2)(b_{n}-b_{\nu +1})+a_{\nu +1}=(l-\epsilon /2)[(b_{n}-b_{n-1})+\dots +(b_{\nu +2}-b_{\nu +1})]+a_{\nu +1}<a_{n}\\&a_{n}<(l+\epsilon /2)[(b_{n}-b_{n-1})+\dots +(b_{\nu +2}-b_{\nu +1})]+a_{\nu +1}=(l+\epsilon /2)(b_{n}-b_{\nu +1})+a_{\nu +1}.\end{aligned}}}
Ara, com que {\displaystyle b_{n}\to +\infty } amb {\displaystyle n\to \infty }, hi ha un {\displaystyle n_{0}>0} tal que {\displaystyle b_{n}>0} per a tots els {\displaystyle n>n_{0}}, i podem dividir les dues desigualtats per {\displaystyle b_{n}} per a tots els {\displaystyle n>\max\{\nu ,n_{0}\}}
{\displaystyle (l-\epsilon /2)+{\frac {a_{\nu +1}-b_{\nu +1}(l-\epsilon /2)}{b_{n}}}<{\frac {a_{n}}{b_{n}}}<(l+\epsilon /2)+{\frac {a_{\nu +1}-b_{\nu +1}(l+\epsilon /2)}{b_{n}}}.}
Les dues successios (que només es defineixen per a {\displaystyle n>n_{0}} ja que podria haver-hi un {\displaystyle N\leq n_{0}} tal que {\displaystyle b_{N}=0})
{\displaystyle c_{n}^{\pm }:={\frac {a_{\nu +1}-b_{\nu +1}(l\pm \epsilon /2)}{b_{n}}}}
són infinitesimals ja que {\displaystyle b_{n}\to +\infty } i el numerador és un nombre constant, per tant, per a tot {\displaystyle \epsilon /2>0} existeix {\displaystyle n_{\pm }>n_{0}>0}, de manera que
{\displaystyle {\begin{aligned}&|c_{n}^{+}|<\epsilon /2,\quad \forall n>n_{+},\\&|c_{n}^{-}|<\epsilon /2,\quad \forall n>n_{-},\end{aligned}}}
per tant
{\displaystyle l-\epsilon <l-\epsilon /2+c_{n}^{-}<{\frac {a_{n}}{b_{n}}}<l+\epsilon /2+c_{n}^{+}<l+\epsilon ,\quad \forall n>\max \lbrace \nu ,n_{\pm }\rbrace =:N>0,}
que conclou la prova.
El cas amb {\displaystyle (b_{n})} estrictament decreixent i divergent a {\displaystyle -\infty }, i {\displaystyle l<\infty } és similar.
Cas 2: suposem que {\displaystyle (b_{n})} estrictament creixent i divergent a {\displaystyle +\infty } i {\displaystyle l=+\infty }. Seguint com abans, per a tots els {\displaystyle 2M>0} hi ha {\displaystyle \nu >0} de manera que per a tots els {\displaystyle n>\nu }
{\displaystyle {\frac {a_{n+1}-a_{n}}{b_{n+1}-b_{n}}}>2M.}
De nou, aplicant la desigualtat anterior a cadascun dels termes dins dels claudàtors obtenim
{\displaystyle a_{n}>2M(b_{n}-b_{\nu +1})+a_{\nu +1},\quad \forall n>\nu ,}
i
{\displaystyle {\frac {a_{n}}{b_{n}}}>2M+{\frac {a_{\nu +1}-2Mb_{\nu +1}}{b_{n}}},\quad \forall n>\max\{\ nu,n_{0}\}.}
La successió {\displaystyle (c_{n})_{n>n_{0}}} definida per
{\displaystyle c_{n}:={\frac {a_{\nu +1}-2Mb_{\nu +1}}{b_{n}}}}
és infinitesimal, per tant
{\displaystyle \forall M>0\,\exists {\bar {n}}>n_{0}>0{\text{ tal que }}-M<c_{n}<M,\,\forall n>{\bar {n}},}
combinant aquesta desigualtat amb l'anterior concloem
{\displaystyle {\frac {a_{n}}{b_{n}}}>2M+c_{n}>M,\quad \forall n>\max\{\nu ,{\bar {n}}\}=:N.}
Les demostracions dels altres casos amb {\displaystyle (b_{n})} estrictament creixent o decreixent i s'acosten a {\displaystyle +\infty } o {\displaystyle -\infty } respectivament i {\displaystyle l=\pm \infty } tots procedeixen de la mateixa manera.

### Demostració del teorema per al cas0/0
Cas 1: primer considerem el cas amb {\displaystyle l<\infty } i {\displaystyle (b_{n})} estrictament decreixents. Aquesta vegada, per cada {\displaystyle \nu >0}, podem escriure
{\displaystyle a_{n}=(a_{n}-a_{n+1})+\dots +(a_{n+\nu -1}-a_{n+\nu })+a_{n+\nu },}
i per a qualsevol {\displaystyle \epsilon /2>0,} {\displaystyle \exists n_{0}} de manera que per a tots els {\displaystyle n>n_{0}} tenim
{\displaystyle {\begin{aligned}&(l-\epsilon /2)(b_{n}-b_{n+\nu })+a_{n+\nu }=(l-\epsilon /2)[(b_{n}-b_{n+1})+\dots +(b_{n+\nu -1}-b_{n+\nu })]+a_{n+\nu }<a_{n}\\&a_{n}<(l+\epsilon /2)[(b_{n}-b_{n+1})+\dots +(b_{n+\nu -1}-b_{n+\nu })]+a_{n+\nu }=(l+\epsilon /2)(b_{n}-b_{n+\nu })+a_{n+\nu }.\end{aligned}}}
Les dues successions
{\displaystyle c_{\nu }^{\pm }:={\frac {a_{n+\nu }-b_{n+\nu }(l\pm \epsilon /2)}{b_{n}}}}
són infinitesimals ja que per hipòtesi {\displaystyle a_{n+\nu },b_{n+\nu }\to 0} amb {\displaystyle \nu \to \infty }, per tant, per a tots els {\displaystyle \epsilon /2>0} hi ha {\displaystyle \nu _{\pm }>0} de tal manera que
{\displaystyle {\begin{aligned}&|c_{\nu }^{+}|<\epsilon /2,\quad \forall \nu >\nu _{+},\\&|c_{\nu }^{-}|<\epsilon /2,\quad \forall \nu >\nu _{-},\end{aligned}}}
així, escollint {\displaystyle \nu } adequadament (és a dir, agafant el límit respecte a {\displaystyle \nu }) obtenim
{\displaystyle l-\epsilon <l-\epsilon /2+c_{\nu }^{-}<{\frac {a_{n}}{b_{n}}}<l+\epsilon /2+c_{\nu }^{+}<l+\epsilon ,\quad \forall n>n_{0}}
que conclou la prova.
Cas 2: suposem que {\displaystyle l=+\infty } i {\displaystyle (b_{n})} estan estrictament decreixents. Per a tots els {\displaystyle 2M>0} existeix {\displaystyle n_{0}>0} de manera que per a tots els {\displaystyle n>n_{0},}
{\displaystyle {\frac {a_{n+1}-a_{n}}{b_{n+1}-b_{n}}}>2M\implies a_{n}-a_{n+1}>2M(b_{n}-b_{n+1}).}
Per tant, per a cada {\displaystyle \nu >0,}
{\displaystyle {\frac {a_{n}}{b_{n}}}>2M+{\frac {a_{n+\nu }-2Mb_{n+\nu }}{b_{n}}},\quad \forall n>n_{0}.}
La successió
{\displaystyle c_{\nu }:={\frac {a_{n+\nu }-2Mb_{n+\nu }}{b_{n}}}}
convergeix a {\displaystyle 0} (mantenint {\displaystyle n} fixa). Per tant
{\displaystyle \forall M>0\,~\exists {\bar {\nu }}>0} de manera que {\displaystyle -M<c_{\nu }<M,\,\forall \nu >{\bar {\nu }},}
i, escollint {\displaystyle \nu } convenientment, concloem la demostració
{\displaystyle {\frac {a_{n}}{b_{n}}}>2M+c_{\nu }>M,\quad \forall n>n_{0}.}

## Aplicacions i exemples
El teorema sobre el cas {\displaystyle \cdot /\infty } té unes quantes conseqüències notables que són útils en el càlcul de límits.

### Sumatori aritmètic
Sigui {\displaystyle (x_{n})} una successió de nombres reals que convergeix a {\displaystyle l}, definim
{\displaystyle a_{n}:=\sum _{m=1}^{n}x_{m}=x_{1}+\dots +x_{n},\quad b_{n}:=n}
aleshores {\displaystyle (b_{n})} és estrictament creixent i divergeix a {\displaystyle +\infty }. Calculem
{\displaystyle \lim _{n\to \infty }{\frac {a_{n+1}-a_{n}}{b_{n+1}-b_{n}}}=\lim _{n\to \infty }x_{n+1}=\lim _{n\to \infty }x_{n}=l}
per tant
{\displaystyle \lim _{n\to \infty }{\frac {x_{1}+\dots +x_{n}}{n}}=\lim _{n\to \infty }x_{n}.}
Donada qualsevol successió {\displaystyle (x_{n})_{n\geq 1}} de nombres reals, suposem que
{\displaystyle \lim _{n\to \infty }x_{n}}
(finit o infinit), llavors existeix
{\displaystyle \lim _{n\to \infty }{\frac {x_{1}+\dots +x_{n}}{n}}=\lim _{n\to \infty }x_{n}.}

### Sumatori geomètric
Sigui {\displaystyle (x_{n})} una successió de nombres reals positius que convergeixen a {\displaystyle l} i definim
{\displaystyle a_{n}:=\log(x_{1}\cdots x_{n}),\quad b_{n}:=n,}
tornem a calcular
{\displaystyle \lim _{n\to \infty }{\frac {a_{n+1}-a_{n}}{b_{n+1}-b_{n}}}=\lim _{n\to \infty }\log {\Big (}{\frac {x_{1}\cdots x_{n+1}}{x_{1}\cdots x_{n}}}{\Big )}=\lim _{n\to \infty }\log(x_{n+1})=\lim _{n\to \infty }\log(x_{n})=\log(l),}
on hem utilitzat el fet que el logaritme és continu. Així
{\displaystyle \lim _{n\to \infty }{\frac {\log(x_{1}\cdots x_{n})}{n}}=\lim _{n\to \infty }\log {\Big (}(x_{1}\cdots x_{n})^{\frac {1}{n}}{\Big )}=\log(l),}
com que el logaritme és alhora continu i injectiu podem concloure que
{\displaystyle \lim _{n\to \infty }{\sqrt[{n}]{x_{1}\cdots x_{n}}}=\lim _{n\to \infty }x_{n}}.
Donada qualsevol successió {\displaystyle (x_{n})_{n\geq 1}} de nombres reals (estrictament) positius, suposem que
{\displaystyle \lim _{n\to \infty }x_{n}}
existeix (finit o infinit), doncs
{\displaystyle \lim _{n\to \infty }{\sqrt[{n}]{x_{1}\cdots x_{n}}}=\lim _{n\to \infty }x_{n}.}
Suposem que se'ns dona una successió {\displaystyle (y_{n})_{n\geq 1}} i se'ns demana que calculem 
{\displaystyle \lim _{n\to \infty }{\sqrt[{n}]{y_{n}}},}
definint {\displaystyle y_{0}=1} i {\displaystyle x_{n}=y_{n}/y_{n-1}} obtenim
{\displaystyle \lim _{n\to \infty }{\sqrt[{n}]{x_{1}\dots x_{n}}}=\lim _{n\to \infty }{\sqrt[{n}]{\frac {y_{1}\dots y_{n}}{y_{0}\cdot y_{1}\dots y_{n-1}}}}=\lim _{n\to \infty }{\sqrt[{n}]{y_{n}}},}
si apliquem la propietat anterior
{\displaystyle \lim _{n\to \infty }{\sqrt[{n}]{y_{n}}}=\lim _{n\to \infty }x_{n}=\lim _{n\to \infty }{\frac {y_{n}}{y_{n-1}}}.}
Aquesta última forma sol ser la més útil per calcular límits
Donada qualsevol successió {\displaystyle (y_{n})_{n\geq 1}} de nombres reals (estrictament) positius, suposem que
{\displaystyle \lim _{n\to \infty }{\frac {y_{n+1}}{y_{n}}}}
existeix (finit o infinit), doncs
{\displaystyle \lim _{n\to \infty }{\sqrt[{n}]{y_{n}}}=\lim _{n\to \infty }{\frac {y_{n+1}}{y_{n}}}.}

### Exemples

#### Exemple 1
{\displaystyle \lim _{n\to \infty }{\sqrt[{n}]{n}}=\lim _{n\to \infty }{\frac {n+1}{n}}=1.}

#### Exemple 2
{\displaystyle {\begin{aligned}\lim _{n\to \infty }{\frac {\sqrt[{n}]{n!}}{n}}&=\lim _{n\to \infty }{\frac {(n+1)!(n^{n})}{n!(n+1)^{n+1}}}\\&=\lim _{n\to \infty }{\frac {n^{n}}{(n+1)^{n}}}=\lim _{n\to \infty }{\frac {1}{(1+{\frac {1}{n}})^{n}}}={\frac {1}{e}}\end{aligned}}}
on hem utilitzat la representació de {\displaystyle e} com a límit d'una successió.

## Història
El cas ∞/∞ està enunciat i provat a les pàgines 173-175 del llibre de Stolz de 1885 i també a la pàgina 54 de l'article de Cesàro de 1888.
Apareix com el problema 70 a [Pólya, Szegő 1925].

## La forma general

### Enunciat
La forma general del teorema de Stolz–Cesàro és la següent: Si {\displaystyle (a_{n})_{n\geq 1}} i {\displaystyle (b_{n})_{n\geq 1}} són dues successions tals que {\displaystyle (b_{n})_{n\geq 1}} és monòton i no fitat:
{\displaystyle \liminf _{n\to \infty }{\frac {a_{n+1}-a_{n}}{b_{n+1}-b_{n}}}\leq \liminf _{n\to \infty }{\frac {a_{n}}{b_{n}}}\leq \limsup _{n\to \infty }{\frac {a_{n}}{b_{n}}}\leq \limsup _{n\to \infty }{\frac {a_{n+1}-a_{n}}{b_{n+1}-b_{n}}}.}

### Demostració
En lloc de demostrar l'afirmació anterior, en demostrarem una lleugerament diferent; primer introduïm una notació: sigui {\displaystyle (a_{n})_{n\geq 1}} qualsevol successió, la seva suma parcial es denotarà per {\displaystyle A_{n}:=\sum _{m\geq 1}^{n}a_{m}}. L'enunciat equivalent que demostrarem és:
Siguin {\displaystyle (a_{n})_{n\geq 1},(b_{n})_{\geq 1}} dues successions qualsevol de nombres reals tals que
- {\displaystyle b_{n}>0,\quad \forall n\in {\mathbb {Z} }_{>0}},
- {\displaystyle \lim _{n\to \infty }B_{n}=+\infty },

llavors
{\displaystyle \liminf _{n\to \infty }{\frac {a_{n}}{b_{n}}}\leq \liminf _{n\to \infty }{\frac {A_{n}}{B_{n}}}\leq \limsup _{n\to \infty }{\frac {A_{n}}{B_{n}}}\leq \limsup _{n\to \infty }{\frac {a_{n}}{b_{n}}}.}

#### Prova de l'enunciat equivalent
Primer observem que:
- {\displaystyle \liminf _{n\to \infty }{\frac {A_{n}}{B_{n}}}\leq \limsup _{n\to \infty }{\frac {A_{n}}{B_{n}}}} sosté per definició de límit superior i límit inferior;
- {\displaystyle \liminf _{n\to \infty }{\frac {a_{n}}{b_{n}}}\leq \liminf _{n\to \infty }{\frac {A_{n}}{B_{n}}}} es manté si i només si {\displaystyle \limsup _{n\to \infty }{\frac {A_{n}}{B_{n}}}\leq \limsup _{n\to \infty }{\frac {a_{n}}{b_{n}}}} perquè {\displaystyle \liminf _{n\to \infty }x_{n}=-\limsup _{n\to \infty }(-x_{n})} per a qualsevol successió {\displaystyle (x_{n})_{n\geq 1}}.

Per tant, només hem de demostrar que {\displaystyle \limsup _{n\to \infty }{\frac {A_{n}}{B_{n}}}\leq \limsup _{n\to \infty }{\frac {a_{n}}{b_{n}}}}. Si {\displaystyle L:=\limsup _{n\to \infty }{\frac {a_{n}}{b_{n}}}=+\infty } no hi ha res a demostrar, per tant podem suposar {\displaystyle L<+\infty } (pot ser finit o {\displaystyle -\infty }). Per definició de {\displaystyle \limsup }, per a tot {\displaystyle l>L} hi ha un nombre natural {\displaystyle \nu >0} de tal manera que
{\displaystyle {\frac {a_{n}}{b_{n}}}<l,\quad \forall n>\nu .}
Podem utilitzar aquesta desigualtat per escriure
{\displaystyle A_{n}=A_{\nu }+a_{\nu +1}+\dots +a_{n}<A_{\nu }+l(B_{n}-B_{\nu }),\quad \forall n>\nu ,}
Perquè {\displaystyle b_{n}>0}, també tenim {\displaystyle B_{n}>0} i podem dividir per {\displaystyle B_{n}} per aconseguir
{\displaystyle {\frac {A_{n}}{B_{n}}}<{\frac {A_{\nu }-lB_{\nu }}{B_{n}}}+l,\quad \forall n>\nu .}
A partir que {\displaystyle B_{n}\to +\infty } amb {\displaystyle n\to +\infty }, la successió
{\displaystyle {\frac {A_{\nu }-lB_{\nu }}{B_{n}}}\to 0{\text{ amb }}n\to +\infty {\text{ (mantenint }}\nu {\text{ fix)}},}
i obtenim
{\displaystyle \limsup _{n\to \infty }{\frac {A_{n}}{B_{n}}}\leq l,\quad \forall l>L,}
Per definició de límit superior mínim, això significa precisament això
{\displaystyle \limsup _{n\to \infty }{\frac {A_{n}}{B_{n}}}\leq L=\limsup _{n\to \infty }{\frac {a_{n}}{b_{n}}},}
i hem acabat.

#### Prova de l'enunciat original
Ara, prenem {\displaystyle (a_{n}),(b_{n})} com en l'enunciat de la forma general del teorema de Stolz-Cesàro i definim
{\displaystyle \alpha _{1}=a_{1},\alpha _{k}=a_{k}-a_{k-1},\,\forall k>1\quad \beta _{1}=b_{1},\beta _{k}=b_{k}-b_{k-1}\,\forall k>1}
a partir que {\displaystyle (b_{n})} és estrictament monòton (podem suposar que augmenta estrictament, per exemple), {\displaystyle \beta _{n}>0} per a tot {\displaystyle n} i a partir que {\displaystyle b_{n}\to +\infty } també {\displaystyle \mathrm {B} _{n}=b_{1}+(b_{2}-b_{1})+\dots +(b_{n}-b_{n-1})=b_{n}\to +\infty }, així podem aplicar el teorema que acabem de demostrar {\displaystyle (\alpha _{n}),(\beta _{n})} (i les seves sumes parcials {\displaystyle (\mathrm {A} _{n}),(\mathrm {B} _{n})})
{\displaystyle \limsup _{n\to \infty }{\frac {a_{n}}{b_{n}}}=\limsup _{n\to \infty }{\frac {\mathrm {A} _{n}}{\mathrm {B} _{n}}}\leq \limsup _{n\to \infty }{\frac {\alpha _{n}}{\beta _{n}}}=\limsup _{n\to \infty }{\frac {a_{n}-a_{n-1}}{b_{n}-b_{n-1}}},}
que és exactament el que volíem demostrar.